# Єлизавета Рафальська
Єлизавета Рафальська (Кайзер) (нар. 22 червня 1955 р. у Всхові) — польська політикиня і місцева урядовиця.
Сенаторка VI терміну (2005—2007), членкиня Сейму VI, VII, VIII термінів (2007—2019), державна секретарка у Міністерстві праці та соціальної політики у 2006—2007 роках, міністерка у справах сім'ї та праці та соціальної політики у 2015—2019 рр. в уряді Беати Шидло та Матеуша Моравецького, депутата Європейського парламенту 9-го терміну (з 2019 р.).

## Життєпис
В юності займалася баскетболом, була гравчинею клубу «Pogoni Wschowa». У 1978 році вона закінчила факультет фізичного виховання в Гожуві-Великопольському, Університет фізичного виховання в Познані.
У 1998 році завершила навчання в аспірантурі Університету Щецина в галузі педагогіки повторної атестації та в 2001 році в галузі організації та управління соціальною допомогою і соціальною роботою. Пройшла численні тренінги у сфері управління персоналом, управління якістю в офісі та управління охороною здоров'я. Отримала державні повноваження на виконання функцій членкині наглядової ради в державних установах.
Була академічною викладачкою у ZWKF AWF у Гожуві-Великопольському, а потім інспекторкою у шкільній раді освіти. У 1998 році стала директоркою обласної групи соціального забезпечення. У 1999—2002 роках працювала директоркою Департаменту соціальних справ Любуського воєводського управління. Була також викладачкою Державної вищої професійної школи в Гожуві Великопольському.
У 1994—2005 роках була радницею міської ради Гожув-Великопольського (від AWS). З 2002 по 2005 рік була головою комісії з соціальних питань та сім'ї, а потім заступницею голови міської ради. Також була президенткою клубу радників «Право і справедливість».
У 2004 році вступила до партії «Право і справедливість (ПіС)» і стала членкинею партії Любуської обласної ради. На виборах 2005 року зі списку «ПіС» була обрана сенаторкою 6-го терміну в Любуському виборчому окрузі. Була головою Комітету з питань місцевого самоврядування та державної адміністрації. З 6 червня 2006 року по 5 квітня 2007 року і знову з 24 серпня 2007 року по 3 грудня 2007 року обіймала посаду державної секретарки Міністерства праці та соціальної політики.
На парламентських виборах 2007 року здобула депутатський мандат, отримавши 16922 голоси. На виборах до Європарламенту в 2009 році безуспішно претендувала на мандат євродепутата у виборчому окрузі Гожув, отримавши 8390 голосів. На виборах до Сейму 2011 року успішно подала заявку на переобрання, отримала 14812 голосів. На виборах 2014 року знову невдало балотувалася в Європарламент, отримавши 13683 голоси.
У 2015 році вона була переобрана до Сейму, отримавши 22898 голосів. 16 листопада того ж року була призначена міністеркою у справах сім'ї, праці та соціальної політики в уряді Беати Шидло. 11 грудня 2017 року вона зайняла цю посаду в новоствореному уряді Матеуша Моравецького.
На виборах до Європарламенту в 2019 році отримала 70916 голосів і була обрана депутаткою Європарламенту 9-го терміну. У зв'язку з обранням до Європарламенту 3 червня 2019 року припинила виконання обов'язків міністра.

## Нагороди та відзнаки
У 2017 році отримала нагороду Ґжегожа Палки (за реалізацію, спільно з органами місцевого самоврядування муніципалітетів, Програми 500+, яка є стратегічною для Польщі з демографічних міркувань) та нагороду Іспанської платформи для сімей Каталонії-ONU у міжнар. категорії (за реалізацію програми «Сім'я 500+» як важливого інструменту просування сім'ї).
Також у 2017 році Президент Угорщини Янош Адер нагородив її Командорським Хрестом Ордена Заслуг на знак визнання її діяльності для зміцнення та розвитку угорсько-польських відносин у сфері сімейної та соціальної політики.

## Особисте життя
Одружена, має двох синів.